# Gadilinidae
Gadilinidae is een familie van weekdieren uit de klasse van de Scaphopoda (tandschelpen).

## Geslachten
- Episiphon Pilsbry & Sharp, 1897
- Gadilina Foresti, 1895